# Colorado State Capitol

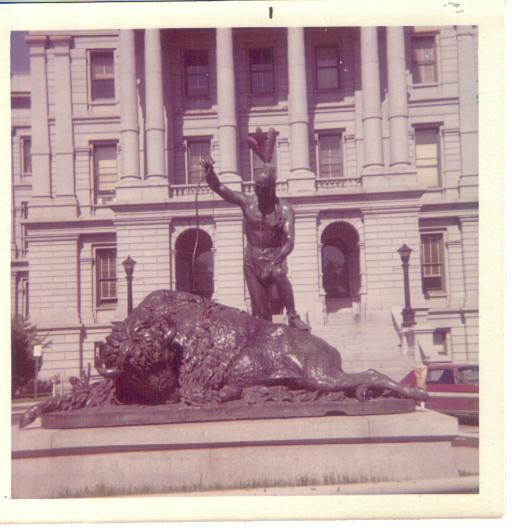
Das Standbild „The Closing of an Era“ vor dem Colorado Capitol zeigt einen Indianer, der einen Bison erlegt hat

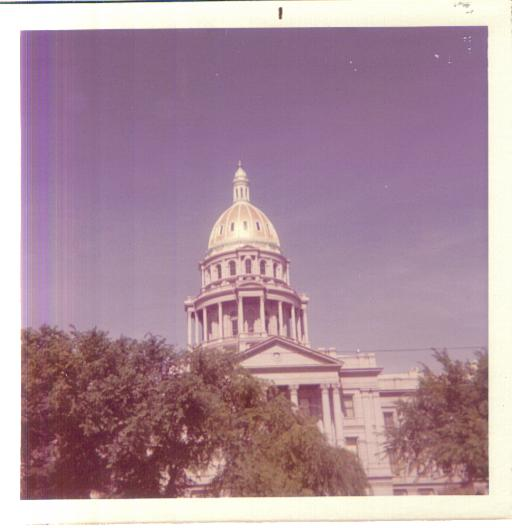
Colorado State Capitol (1972)

Das Colorado State Capitol Building befindet sich an der 200 East Colfax Avenue in Denver, Colorado, und beherbergt die Colorado General Assembly, die Parlamentskammern von Colorado, und die Büros des Gouverneurs und Vizegouverneurs von Colorado. Das Gebäude erinnert bewusst an das United States Capitol. Das von Elijah E. Myers entworfene Gebäude wurde in den 1890er-Jahren aus weißem Colorado-Granit gebaut und im November 1894 in Betrieb genommen. Die markante Kuppel wurde 1908, im Gedenken an den Goldrausch in Colorado, vergoldet. Das Gebäude ist Bestandteil von Denvers Civic Center.
Das Capitol, mit dem die Bebauung des Capitol Hill District begann, liegt etwas höher als der Rest der Altstadt von Denver. Die Haupteingangshalle hat eine Innenhöhe von 55 m, so hoch wie ein 18-stöckiges Haus. In die 15. Stufe der Treppe am Westeingang ist der Hinweis „One Mile Above Sea Level.“ eingraviert. Von dieser Stufe, die eine Meile (1609 m) über dem Meeresspiegel liegt, kann man die Sonne hinter den Rocky Mountains untergehen sehen. Eine zweite Mile-High-Markierung wurde 1969 an der 18. Stufe angebracht, nachdem Studenten der Colorado State University die Höhe neu vermessen hatten. 2003 wurde mit moderneren Mitteln eine genauere Messung vorgenommen, bei der man feststellte, dass die 13. Stufe eine Meile über dem Meeresspiegel liegt. Dort wurde eine dritte Markierung angebracht.
Im Inneren des Gebäudes wurde reichlich Colorado Rose Onyx, ein rosa Marmor aus einem Steinbruch nahe Beulah (Colorado), verwendet. Dafür wurden die gesamten Vorkommen verbraucht. Weißer Yule Marble aus einem Steinbruch in der Nähe von Marble (Colorado) wurde im ganzen Capitol für die Fußböden verarbeitet. Viele Muster wurden in dem Marmor entdeckt, eines erinnert an ein Bild von George Washington, ein anderes sieht Molly Brown ähnlich.
2001 wurde ein Projekt zur Verbesserung der Sicherheit gestartet. Es wurde vom Colorado State Historical Fund finanziert und 2009 abgeschlossen. Der Entwurf von der Firma Fentress Architects ergänzte moderne Sicherheitsmerkmale, wie z. B. abgeschlossene Treppentürme, die mit der ursprünglichen Architektur verschmelzen.
In vielen Fenstern zeigen Glasmalereien Bilder von Personen oder Ereignissen aus der Geschichte Colorados. Die Hallen sind mit Porträts von allen Präsidenten der Vereinigten Staaten dekoriert.
Am 27. Februar 1974 wurde das Colorado State Capitol als Contributing Property des Civic Center Historic District in das National Register of Historic Places (NRHP) aufgenommen. Am 24. Juni 1991 wurde ein Anbau des Colorado State Capitol, in dem sich das Heizwerk befindet, als eigenständiges Baudenkmal im NRHP ergänzt. Am 16. Oktober 2012 erhielt der Civic Center Historic District den Status einer National Historic Landmark.

## Galerie

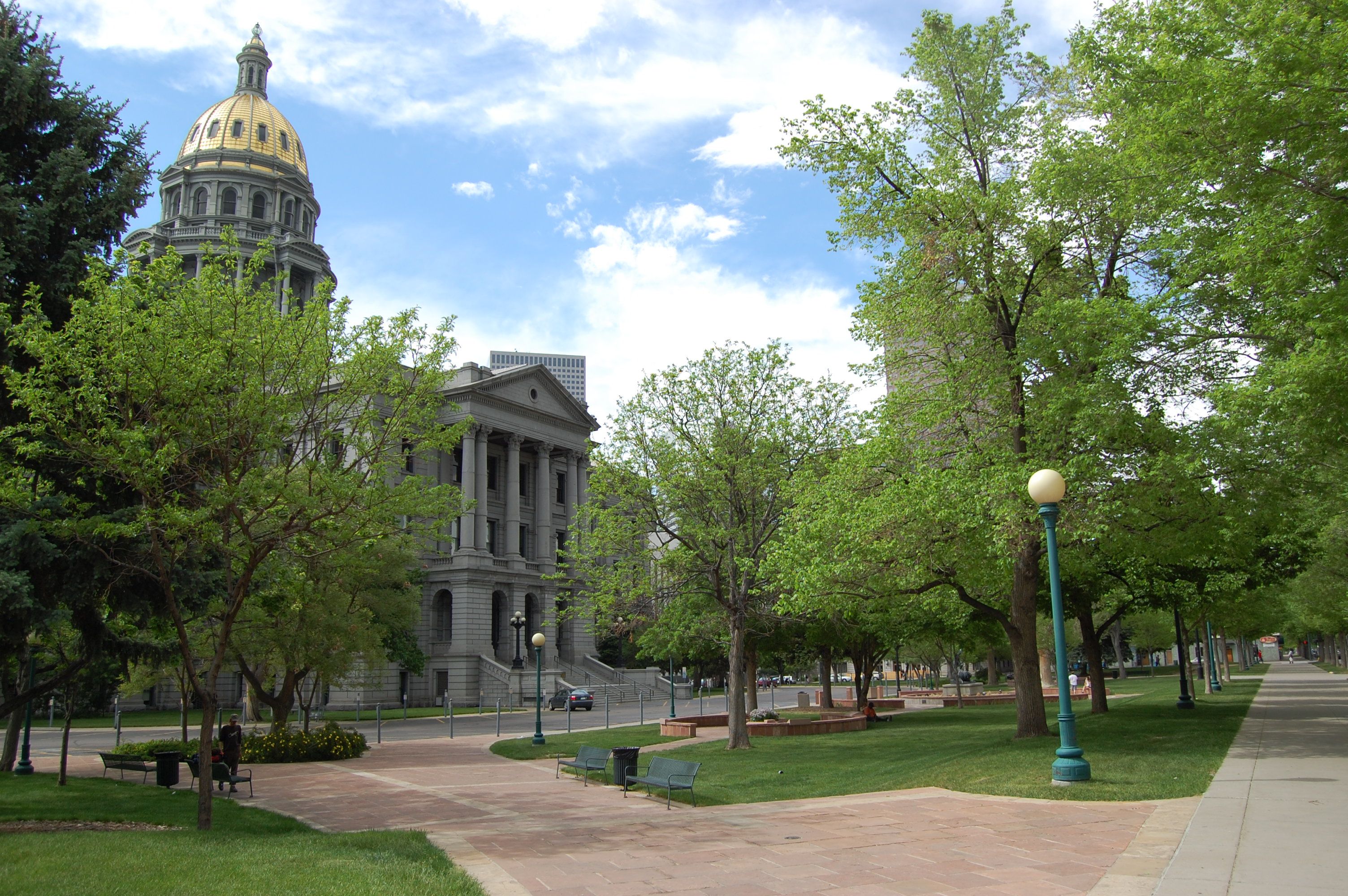
Colorado State Capitol (Rückansicht)
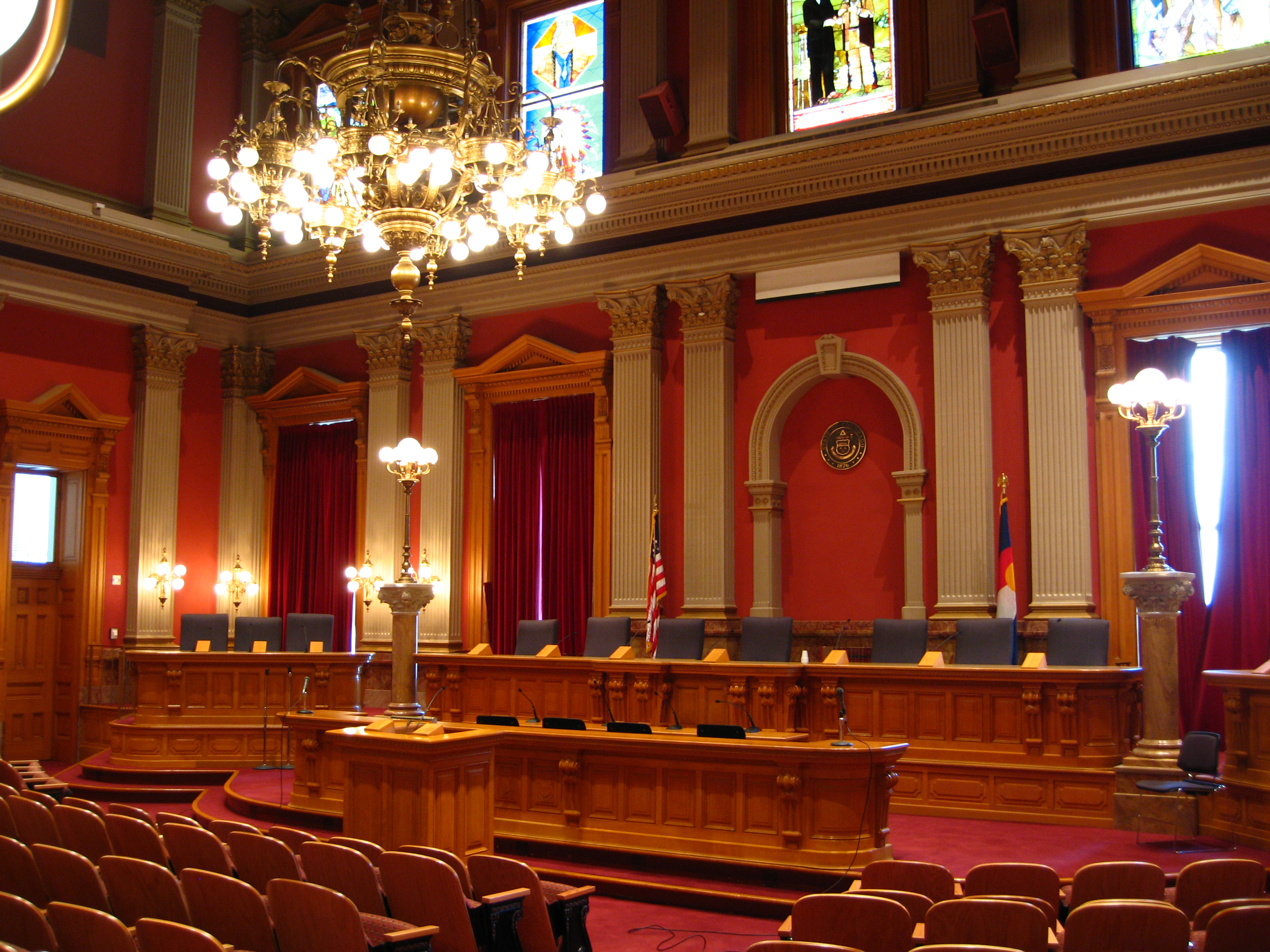
Old Colorado Supreme Court
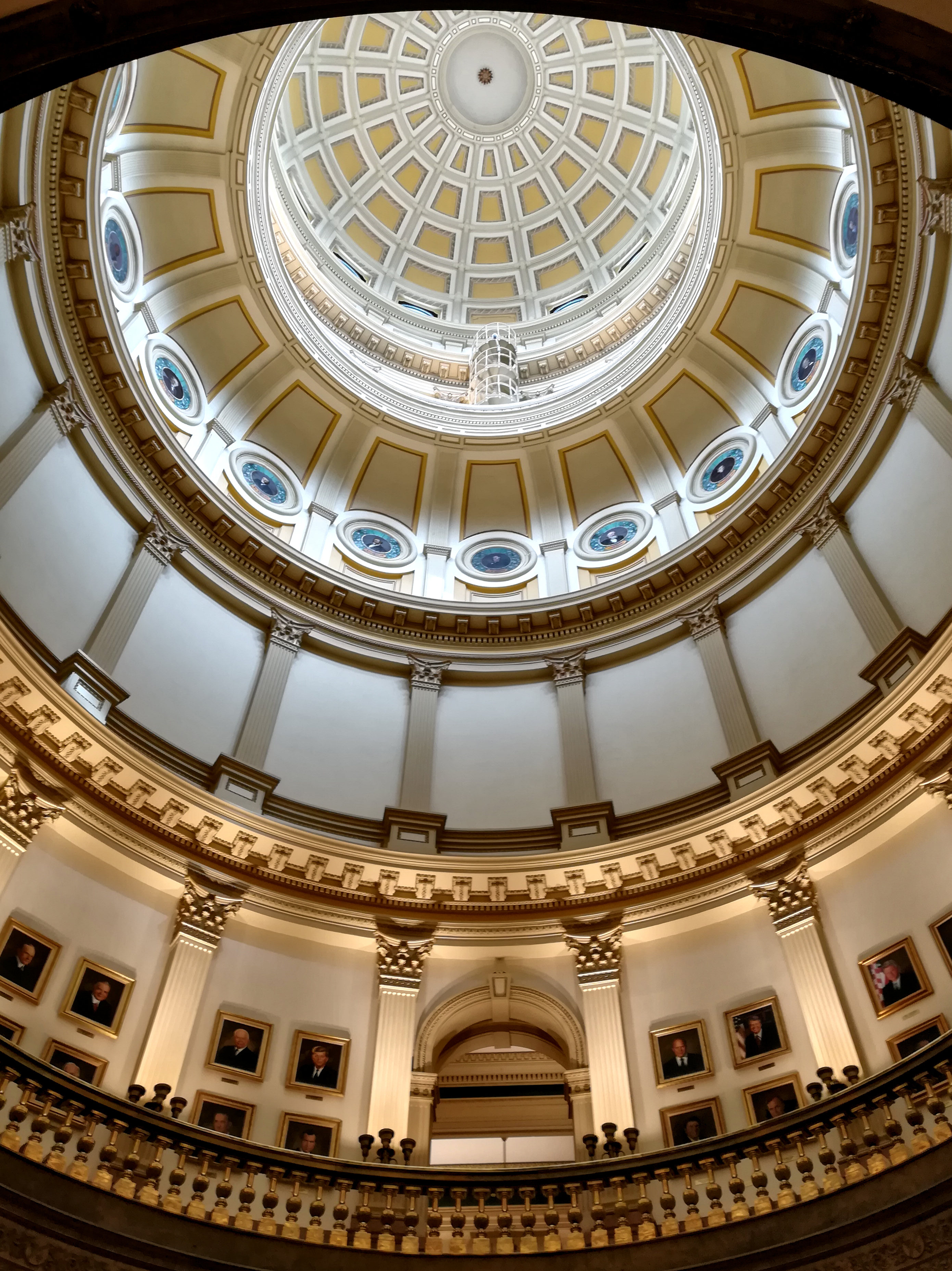
Innenansicht der Rotunde
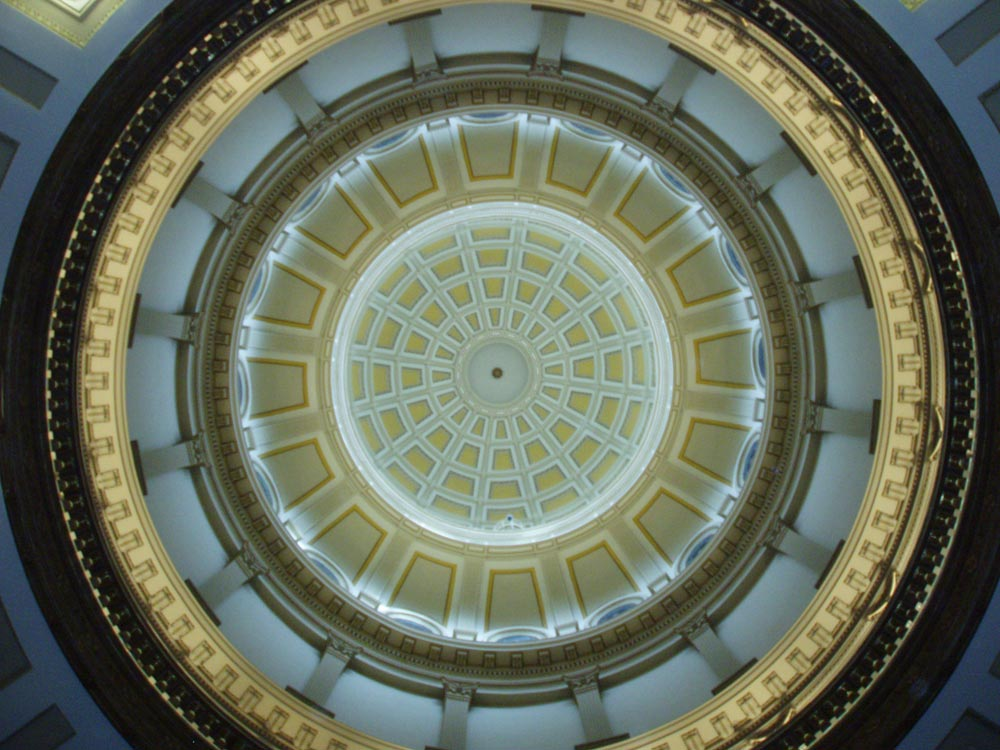
Nahaufnahme Rotunde
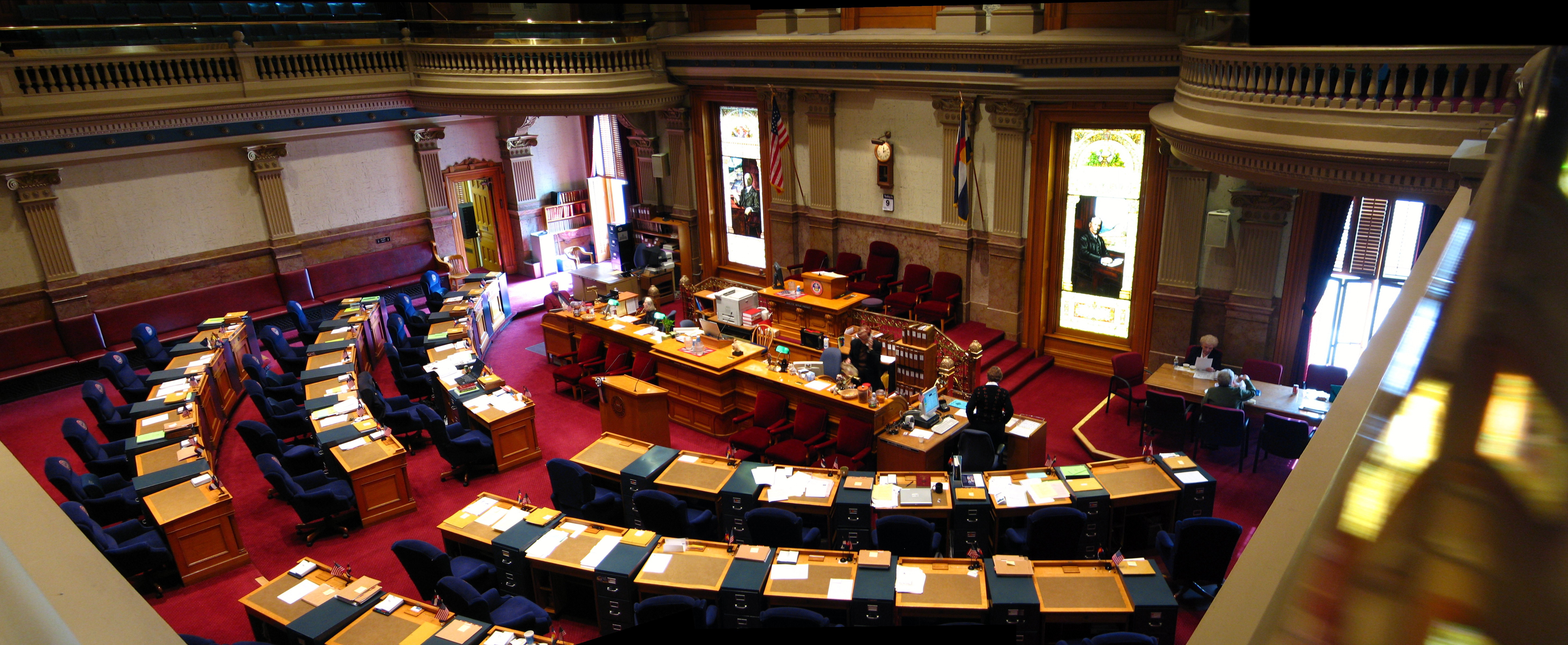
Sitzungssaal des Colorado Senate
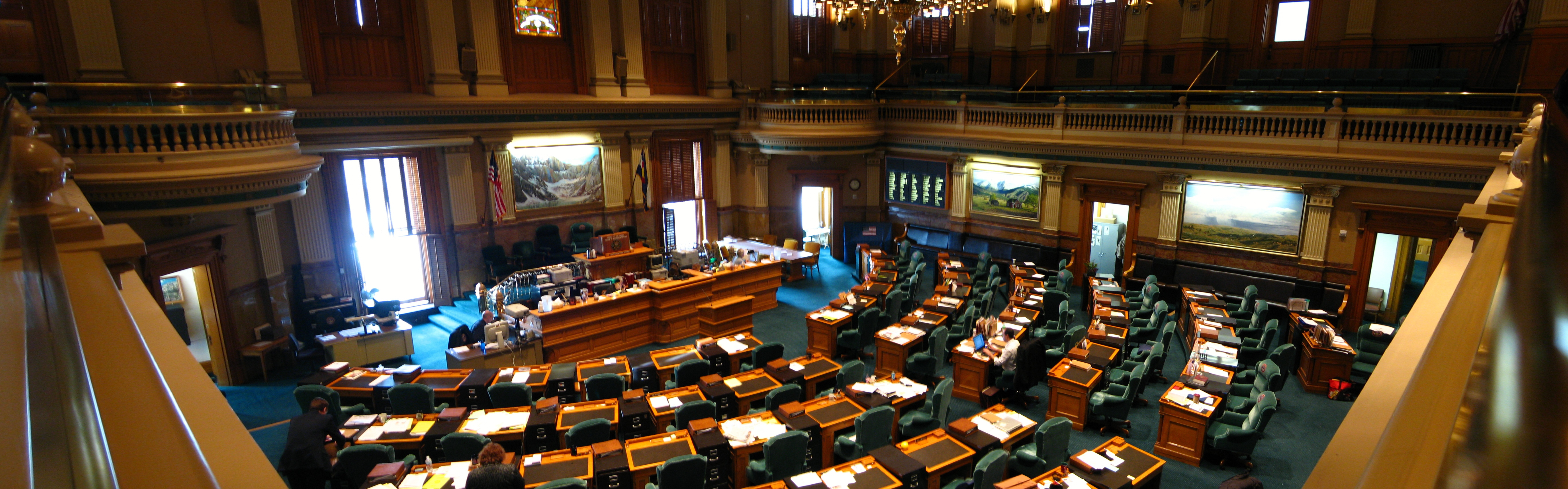
Repräsentantenhaus von Colorado
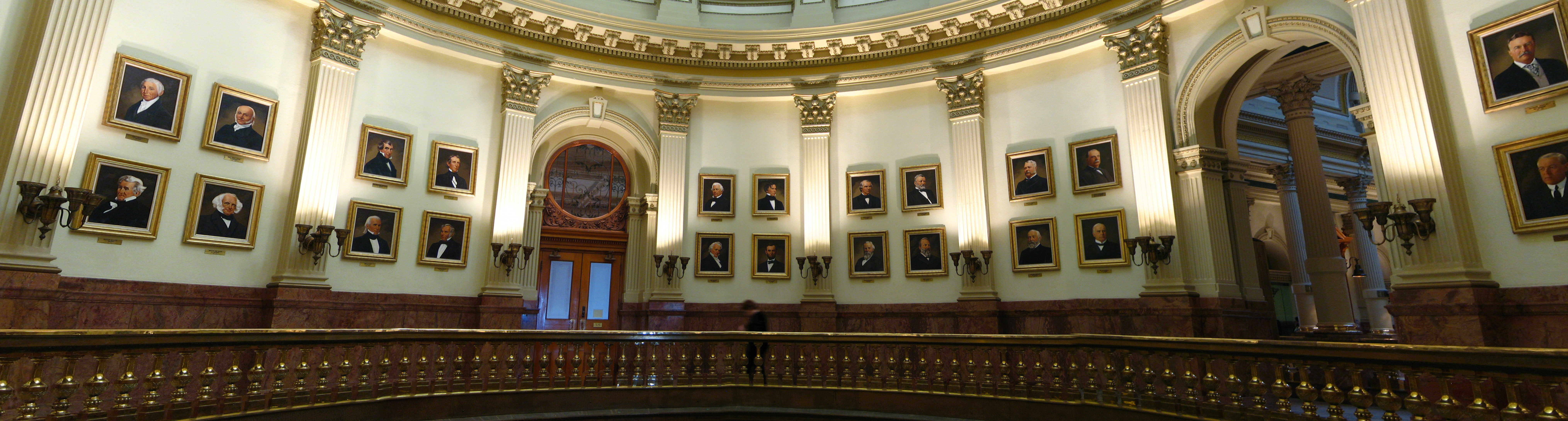
Galerie der Präsidenten
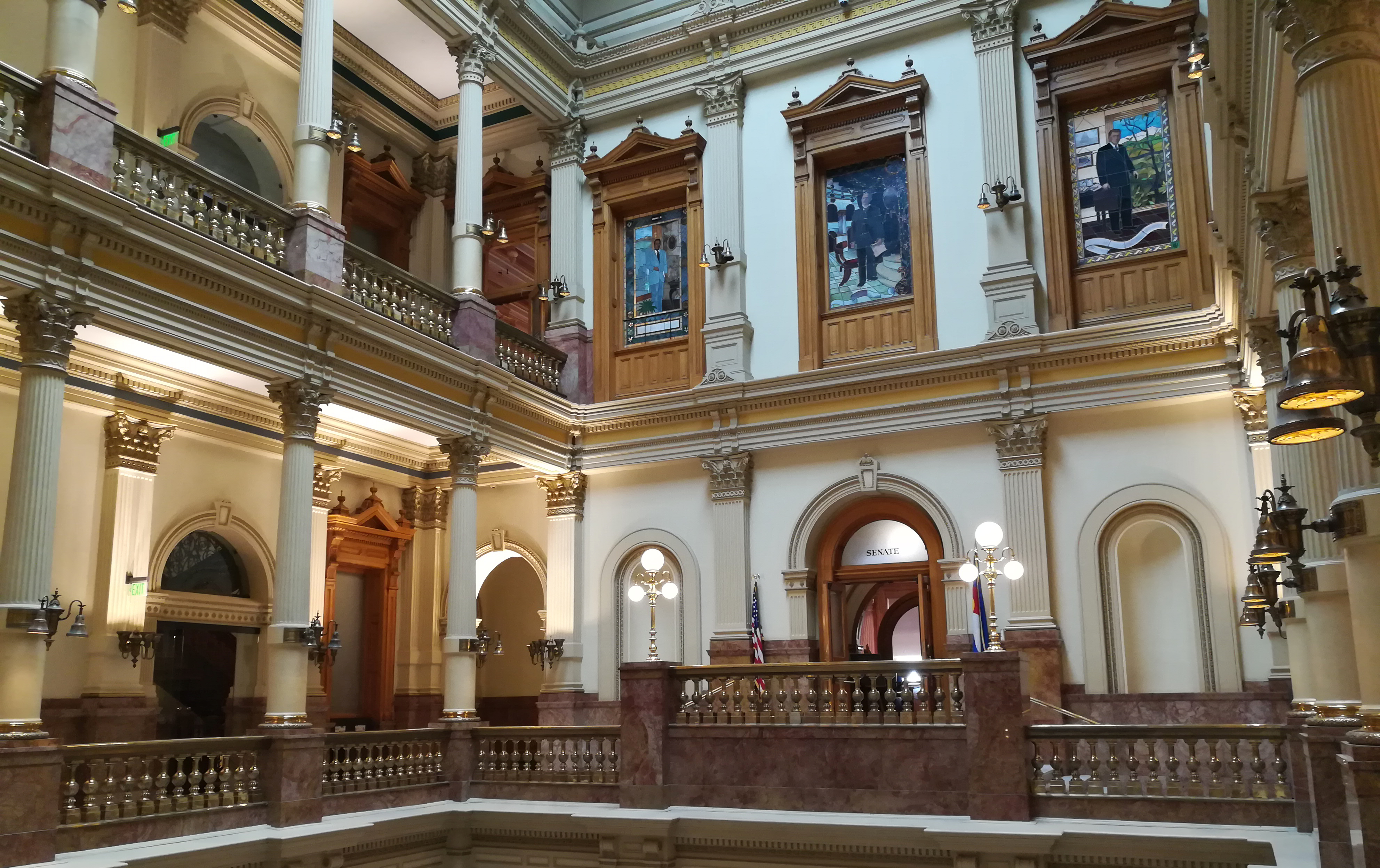
Treppenhaus
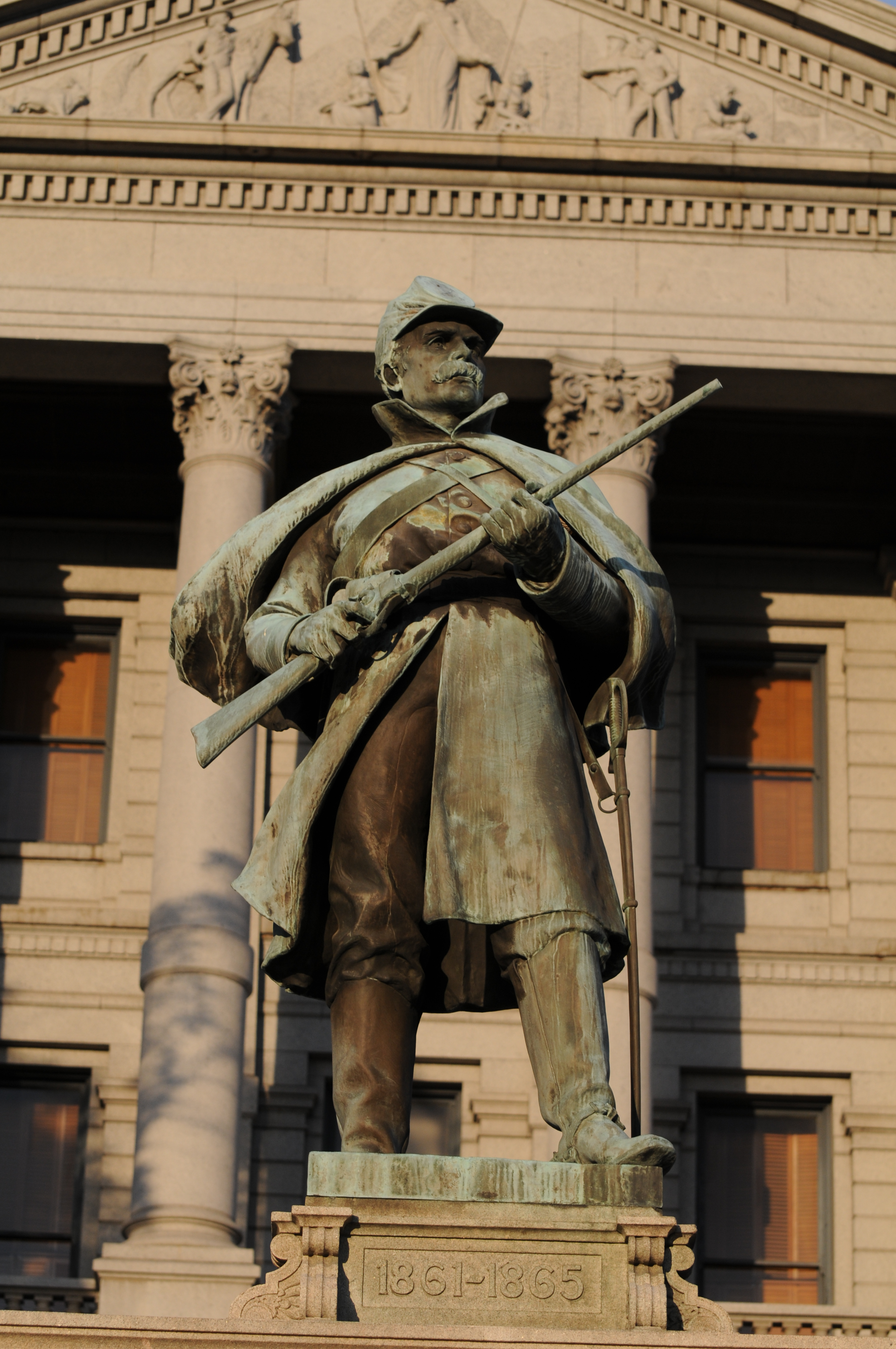
Denkmal vor dem Capitol